# Mendoncia
Mendoncia, biljni rod iz porodice primogovki smješten u tribus Mendoncieae, dio potporodice Thunbergioideae. Postoji 88 vrsta raširenih u tropskim krajevima Afrike i Amerike te na Madagaskaru. 

## Etimologija
Rod je dobio ime po kardinalu Mendonci, patrijarhu Lisabona u Portugalu.

## Opis
Djelomično drvenaste loze (penjačice) nasuprotnih listova sa peteljkama. Listovi su cjeloviti s perasto složenim žilicama. Cvjetovi aksilarni, 1 do nekoliko ili povremeno mnogo u svakom pazušku; čaška svedena na prstenastu, često opnastu strukturu, obično gola. Plod je stisnuta koštunica, sjemenke 1 ili 2. Tip, M. aspera Ruiz & Pavon (Peru).

## Vrste
1. Mendoncia albiflora Leonard
2. Mendoncia amabilis F. A. Silva
3. Mendoncia antioquiensis Wassh.
4. Mendoncia aspera (Ruiz & Pav.) Nees
5. Mendoncia aurea Leonard
6. Mendoncia bahiensis Profice
7. Mendoncia bivalvis (L. fil.) Merr.
8. Mendoncia blanchetiana Profice
9. Mendoncia brenesii Standl. & Leonard
10. Mendoncia camerounensis Breteler & Wieringa
11. Mendoncia caquetensis Leonard
12. Mendoncia cardonae Leonard
13. Mendoncia clavulus Wassh.
14. Mendoncia coccinea Vell.
15. Mendoncia combretoides (A. Chev. ex Hutch. & Dalziel) Benoist
16. Mendoncia cordata Leonard
17. Mendoncia coriacea Wassh.
18. Mendoncia costaricana Oerst.
19. Mendoncia cowanii (S. Moore) Benoist
20. Mendoncia crenata Lindau
21. Mendoncia cuatrecasasii Leonard
22. Mendoncia decaryi (Benoist) E. Magnaghi
23. Mendoncia delphina E. Magnaghi
24. Mendoncia flagellaris (Baker) Benoist
25. Mendoncia garciae Leonard
26. Mendoncia gigas Lindau
27. Mendoncia gilgiana (Lindau) Benoist
28. Mendoncia gilva Leonard
29. Mendoncia glabra (Poepp.) Nees
30. Mendoncia glabrescens Leonard
31. Mendoncia glomerata Leonard
32. Mendoncia gracilis Turrill
33. Mendoncia guatemalensis Standl. & Steyerm.
34. Mendoncia hitchcockii Wassh.
35. Mendoncia hoffmannseggiana Nees
36. Mendoncia hollenbergiae Wassh.
37. Mendoncia hymenophyllacea Rizzini
38. Mendoncia kely E. Magnaghi
39. Mendoncia killipii Leonard
40. Mendoncia klugii Leonard
41. Mendoncia lasiophyta Leonard
42. Mendoncia leucantha Leonard
43. Mendoncia lindaviana (Gilg) Benoist
44. Mendoncia lindavii Britton
45. Mendoncia litoralis Leonard
46. Mendoncia meyeniana Nees
47. Mendoncia microchlamys Leonard
48. Mendoncia mirabilis Leonard
49. Mendoncia mollis Lindau
50. Mendoncia multiflora Poepp.
51. Mendoncia mutisii Leonard
52. Mendoncia neblinensis Wassh.
53. Mendoncia obovata Lindau
54. Mendoncia odorata Leonard
55. Mendoncia orbicularis Turrill
56. Mendoncia pedunculata Leonard
57. Mendoncia pennellii Leonard
58. Mendoncia peruviana Leonard
59. Mendoncia phalacra Leonard
60. Mendoncia phytocrenoides (Gilg ex Lindau) Benoist
61. Mendoncia pilosa Mart.
62. Mendoncia puberula (Mart.) Nees
63. Mendoncia quadrata Wassh.
64. Mendoncia rabiensis Breteler & Wieringa
65. Mendoncia retusa Turrill
66. Mendoncia rizziniana Profice
67. Mendoncia robusta Rusby
68. Mendoncia rosea Leonard
69. Mendoncia rotundifolia Poepp. & Endl.
70. Mendoncia sericea Leonard ex Wassh.
71. Mendoncia smithii Leonard
72. Mendoncia speciosa Nees
73. Mendoncia spraguei Turrill
74. Mendoncia sprucei Lindau
75. Mendoncia squamuligera Nees
76. Mendoncia steyermarkii Wassh.
77. Mendoncia tarapotana Lindau
78. Mendoncia tessmannii Mildbr.
79. Mendoncia tetragona Leonard
80. Mendoncia tomentosa Poepp. ex Nees
81. Mendoncia tonduzii Turrill
82. Mendoncia tovarensis (Klotzsch & H. Karst. ex Nees) Leonard
83. Mendoncia trichota Leonard
84. Mendoncia velloziana (Mart.) Nees
85. Mendoncia villosa (Klotzsch & H. Karst. ex Nees) Leonard
86. Mendoncia vinciflora Benoist
87. Mendoncia williamsii Wassh.
88. Mendoncia zarucchii Wassh.